# Monte Carlo (film, 2011)
Monte Carlo är en romantisk komedifilm, regisserad av Tom Bezucha. Nicole Kidman, Denise Di Novi och Alison Greenspan producerade filmen för 20th Century Fox och New Regency Productions. Filmen är baserad på novellen Headhunters av Jules Bass. Produktion började i Budapest den 5 maj 2010. Monte Carlos huvudrollsinnehavare är Katie Cassidy, Leighton Meester och Selena Gomez, som spelar tre vänner som låtsas vara förmögna societeter i Monaco. Filmen hade premiär i USA den 1 juli 2011.

## Handling

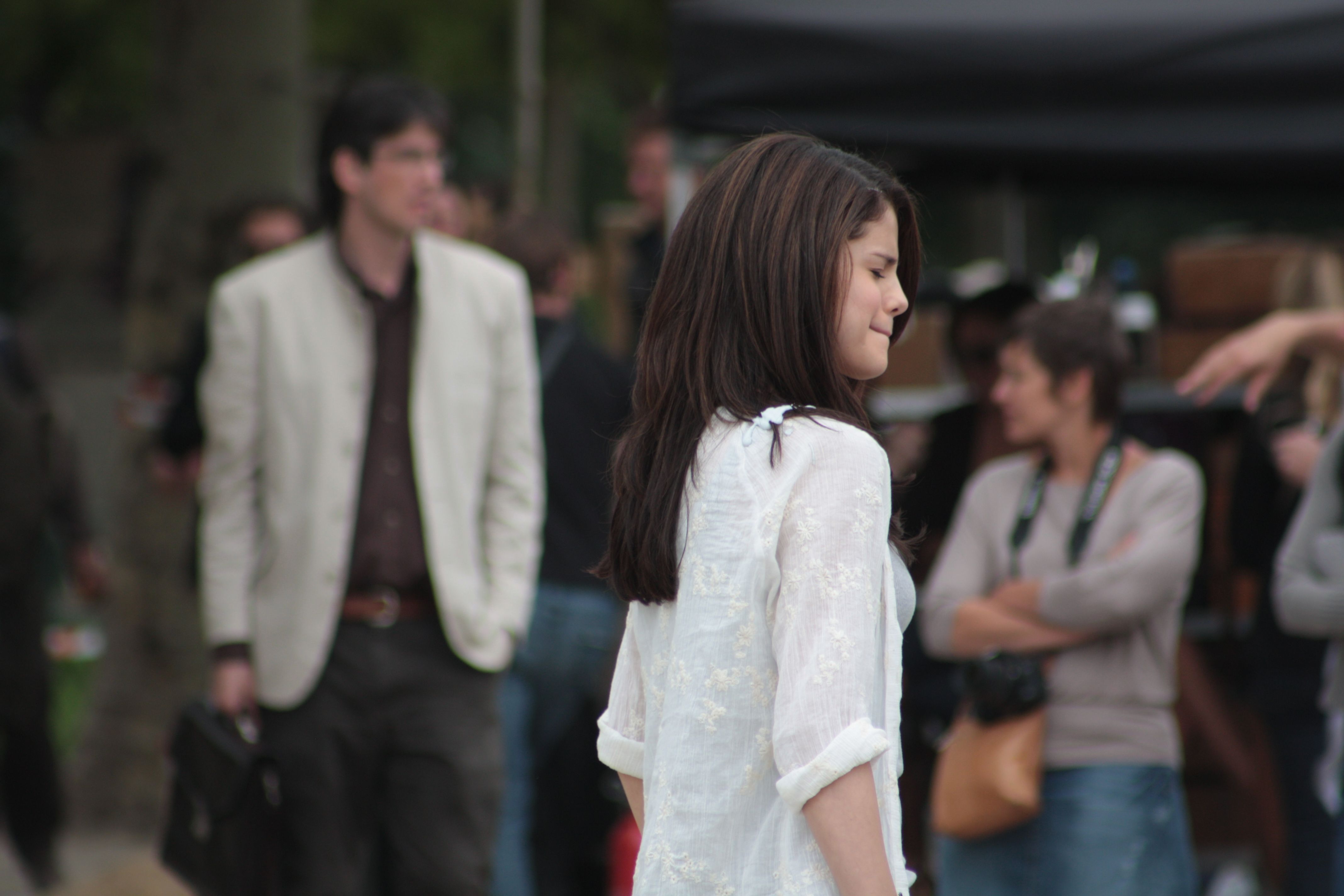
Gomez i Paris, Frankrike och filmar i juni 2010.

De tre tjejerna Grace (Selena Gomez), Emma (Katie Cassidy) och Meg (Leighton Meester) använder sina besparingar för en drömresa till Paris, som visar sig bli en katastrof. När de bestämmer sig för att ta en paus från sin usla rundtur och smyger in till lobbyn till ett femstjärnigt hotell så blir Grace misstagen för en bortskämd brittisk arvtagerska vid namn Cordelia Winthrop Scott. Grace låtsas vara Cordelia så att tjejerna kan uppleva drömsemestern som de förtjänat. Men allt går inte som de planerat när Grace blir förälskad i en kille vid namn Theo. Han blir förälskad i henne som Cordelia och har ingen aning om att Grace är en bedragare.

## Rollista
| Selena Gomez     | – Grace Ann Bennett/Cordelia Winthrop Scott |
| Leighton Meester | – Mary Margaret "Meg" Kelly-Bennettt        |
| Katie Cassidy    | – Emma Danielle Perkins                     |
| Pierre Boulanger | – Theo                                      |
| Catherine Tate   | – Alicia                                    |
| Luke Bracey      | – Riley                                     |
| Cory Monteith    | – Owen                                      |
| Andie MacDowell  | – Pam                                       |
| Brett Cullen     | – Robert                                    |

## Rollbesättning
I mars 2010 avslöjades det att Gomez hade blivit utvald till en av filmens huvudrollsinnehavare efter att manuset skrivits om. För rollen fick Gomez tillbringa flera veckor för att lära sig spela polo och prata med en brittisk dialekt. Leighton Meester handplockades också i mars, och Katie Cassidy blev utvald för rollen som Emma i april. Den franske skådespelaren Pierre Boulanger gjorde sin debut i amerikansk film som kärleksintresset till Gomez roll.